# Parfait-Aimé Konstedt
Parfait-Aimé ("P.A.") Konstedt (ur. 3 maja 1972 r.) – szwajcarski kulturysta przynależny do federacji International Federation of BodyBuilders (IFBB).
Z zawodu urzędnik bankowy. Mieszka w Zurychu. Treningi siłowe rozpoczął w wieku osiemnastu lat.
Warunki fizyczne:
- wzrost: 178 cm
- waga w sezonie: ok. 90 kg
- waga poza sezonem: 82-84 kg
- obwód ramienia: 49 cm

## Osiągi (wybór)
- 2001:
  - European Amateur Championships – federacja IFBB, kategoria lekkociężka – V m-ce
- 2002:
  - European Amateur Championships – fed. IFBB, kategoria lekkociężka – VI m-ce
  - World Amateur Championships – fed. IFBB, kategoria lekkociężka – V m-ce
- 2003:
  - European Amateur Championships – fed. IFBB, kategoria lekkociężka – VII m-ce
- 2004:
  - European Amateur Championships – fed. IFBB, kategoria lekkociężka – XII m-ce
- 2005:
  - World Amateur Championships – fed. IFBB, kategoria średnia – V m-ce
- 2006:
  - World Amateur Championships – fed. IFBB, kategoria średnia – VII m-ce
- 2007:
  - European Amateur Championships – fed. IFBB – całkowity zwycięzca
  - World Amateur Championships – fed. IFBB – całkowity zwycięzca
- 2008:
  - World Amateur Championships – fed. IFBB – II m-ce